# St. Pankratius (Rohrberg)

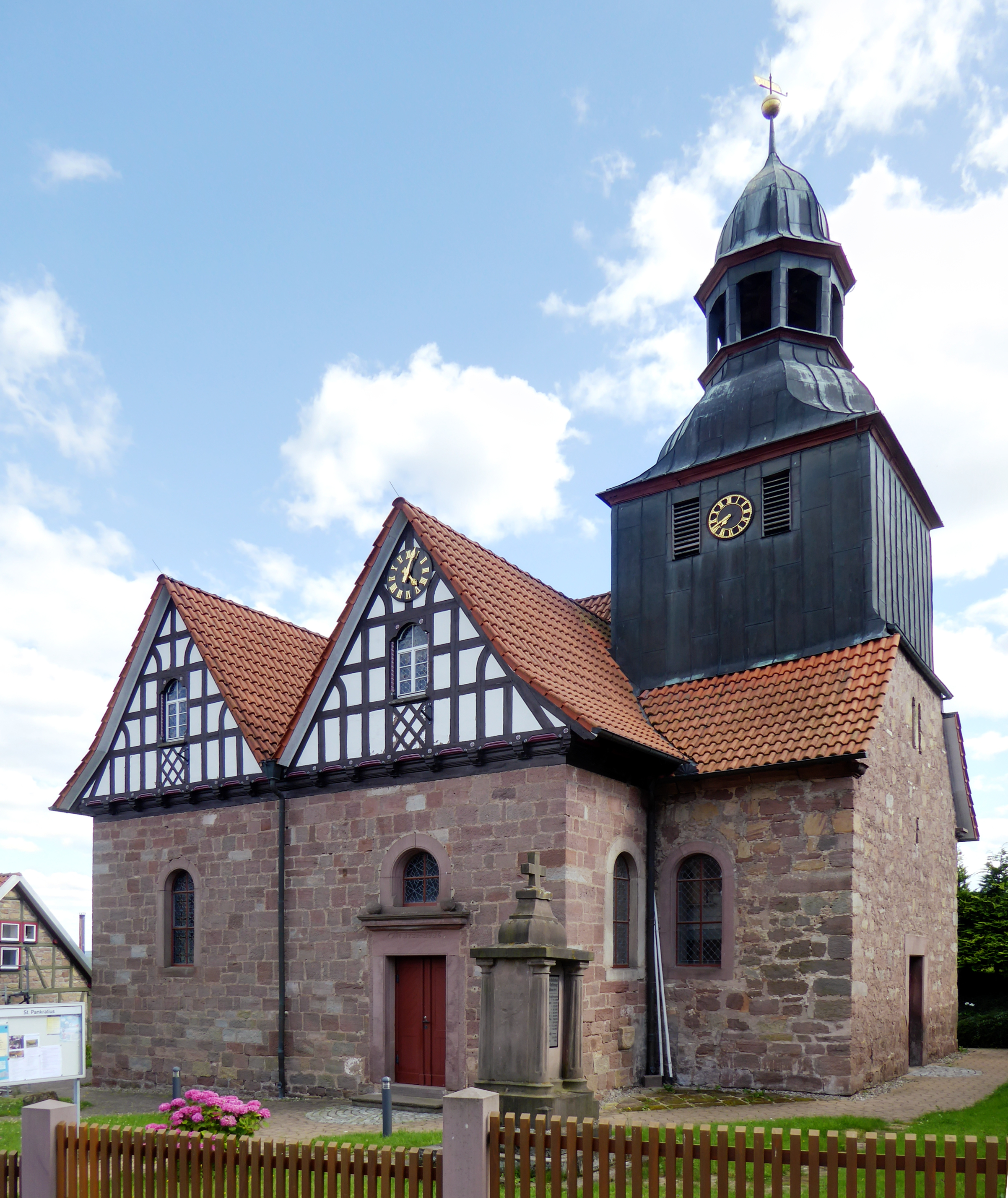
Die Kirche von Rohrberg

Die römisch-katholische Filialkirche St. Pankratius steht in Rohrberg im thüringischen Landkreis Eichsfeld. Sie ist Filialkirche der Pfarrei St. Matthäus Arenshausen im Dekanat Heiligenstadt des Bistums Erfurt. Sie trägt das Patrozinium des heiligen Pankratius.

## Geschichte
Im Dorf gab es auch schon eine Kirche wohl aus dem 16. Jahrhundert. Das neue Gotteshaus wurde 1730 auf dem Gelände der Vorgängerin erbaut. Die Weihe fand am 11. Oktober 1735 durch den Weihbischof Christoph Ignatius von Gudenus aus Erfurt statt. 1896 erfolgte der Anbau der Sakristei. Am 11. August 1897 weihte der Weihbischof August Gockel aus Paderborn den Altar.

## Architektur
St. Pankratius ist eine sehr kleine Hallenkirche aus einem Hauptschiff mit dreiseitigem Chor und einem durch eine zweijochige Korbbogen-Arkade angebundenen nördlichen Seitenschiff. Äußerlich ist dieses an zwei Querdächern mit Fachwerkgiebeln zu erkennen. 
Das Hauptschiff hat eine flache Bretterdecke und eine Westempore.
Das Dach über Hauptschiff und Chor ist mit einem Traufengesims versehen und beiden Ende abgewalmt. Weniger als einen Meter von seinem Westende steht der große Dachturm mit Schweifhaube und offener Laterne. Die Fenster dieser Kirche sind einheitlich rundbogig. Der Hauptzugang führt in das westliche Joch des Seitenschiffs, ist mit einer unvollständigen Attika geschmückt und mit den Jahreszahlen 1730 und 1916 versehen.
Das Seitenschiff wurde erst 1916 angefügt. An seiner Westwand ist ein Würfelkapitell aus dem 12. Jahrhundert eingemauert. Man vermutet, es sei aus Uder hierher gekommen.